# Like It Is: Yes at the Bristol Hippodrome
Like It Is: Yes at the Bristol Hippodrome è un album dal vivo del gruppo rock progressivo britannico Yes.
È stato pubblicato come doppio CD (anche in due edizioni con supporto video del concerto: una con il Blu-ray, e l'altra con il DVD) da Ward Records e Frontiers Records il 19 novembre 2014, come doppio LP da Soulfood il 3 dicembre, e in altre edizioni (come doppio CD più DVD, e come Blu-ray) da Frontiers Records il 5 dicembre 2014.

## Descrizione
I brani musicali sono stati registrati durante il concerto dell'11 maggio 2014 allo Hippodrome Theatre di Bristol (Regno Unito), tappa del tour mondiale Three Album, nel quale il gruppo ha eseguito brani da tre album degli anni '70 (The Yes Album, Close to the Edge, Going for the One) più “Roundabout” da Fragile come encore.
Tuttavia, nell'album e nei diversi supporti video, compaiono solo i brani tratti da The Yes Album  e Going for the One, mentre “Roundabout” è inserito come bonus track nei CD delle edizioni giapponesi.
È il primo album dal vivo in cui figurano il cantante Jon Davison (già presente in Heaven & Earth, nel 2012 succedette a Benoît David come voce solista), e il tastierista Geoff Downes (già nella formazione che registrò gli album in studio Drama, Fly from Here e Heaven & Earth, e presente in tre tracce live nei CD del cofanetto The Word Is Live).
L'artwork è stato realizzato dall'artista grafico Roger Dean, autore di molte copertine e di molte scenografie dei concerti del gruppo britannico.

## Tracce

### CD 1
1. Going For The One – 6:51 (Jon Anderson)
2. Turn Of The Century – 8:36 (Anderson, Steve Howe, Alan White)
3. Parallels – 6:23 (Chris Squire)
4. Wonderous Stories – 4:39 (Anderson)
5. Awaken – 17:39 (Anderson, Howe)

Durata totale: 44:08

### CD 2
1. Yours Is No Disgrace – 11:03 (Anderson, Bill Bruford, Howe, Tony Kaye, Squire)
2. Clap (assolo di Steve Howe) – 3:42 (Howe)
3. Starship Trooper – 11:19 (Anderson, Howe, Squire)
4. I've Seen All Good People – 7:30 (Anderson, Squire)
5. A Venture – 5:03 (Anderson)
6. Perpetual Change – 10:03 (Anderson, Squire)

Durata totale: 48:40

### DVD
1. Going For The One (Anderson)
2. Turn Of The Century (Anderson, Howe, White)
3. Parallels (Squire)
4. Wonderous Stories (Anderson)
5. Awaken (Anderson, Howe)
6. Yours Is No Disgrace (Anderson, Bruford, Howe, Kaye, Squire)
7. Clap (Howe)
8. Starship Trooper (Anderson, Howe, Squire)
9. I've Seen All Good People (Anderson, Squire)
10. A Venture (Anderson)
11. Perpetual Change (Anderson, Squire)

## Formazione
- Jon Davison - voce, chitarra acustica, percussioni, tastiere
- Steve Howe - chitarre, cori
- Chris Squire - basso, cori
- Geoff Downes - tastiere
- Alan White - batteria